# Централноевропски програм размене за универзитетске студије
Централноевропски програм размене за универзитетске студије (енгл. Central European Exchange Program for University Studies, CEEPUS) средњоевропски је програм за размену студената и професора са седиштем у Бечу.
Тренутно има 14 држава чланица: Албанија, Аустрија, Босна и Херцеговина, Бугарска, Чешка Република, Хрватска, Мађарска, Северна Македонија, Пољска, Румунија, Словачка, Словенија, Србија и Црна Гора. На челу програма се налази Комитет министара, док координацију, евалуацију, развој програма и промоцију врши Секретеријат.